# ポッルチェ
ポッルチェ（伊: Polluce, 独: Pollux）は、イタリア・スイス国境にあるモンテ・ローザ山群の峰の一つ。
1873年8月18日、登山家のPeter Taugwalder, Jules Jacotに初登頂された。

## 山小屋
- アヤスの山岳ガイドの山小屋 Rifugio delle Guide di Ayas (3,420m)
- メッザラーマの山小屋 Rifugio Mezzalama　(3,036m)